# Festuca flischeri
Festuca flischeri là một loài thực vật có hoa trong họ Hòa thảo. Loài này được Rohlena mô tả khoa học đầu tiên năm 1902.